# Синани, Данел
Данел Синани (люкс. Danel Sinani; род. 5 апреля 1997, Белград) — люксембургский футболист, полузащитник клуба «Санкт-Паули» и сборной Люксембурга.

## Клубная карьера
На взрослом уровне начал играть в 2014 году в составе клуба второй лиги «Расинг Унион». По итогам сезона 2014/15 вышел с командой в высший дивизион, где выступал за неё ещё два сезона. Летом 2017 года перешёл в «Ф91 Дюделанж». В сезоне 2018/2019 вместе с клубом впервые в истории люксембургского футбола добился выхода в групповой этап Лиги Европы, причём в последнем раунде квалификации против румынского клуба ЧФР Синани забил 3 гола (1 в домашнем матче и два на выезде), а его команда одержала победу с общим счётом 5:2. На групповом этапе игрок принял участие во всех шести матчах и забил один гол в ворота греческого Олимпиакоса, однако «Дюделанж» набрал лишь одно очко и занял последнее место в группе. В следующем сезоне «Дюделанж» повторил своё достижение и вновь оказался в групповом этапе Лиги Европы.
В апреле 2020 года подписал контракт с английским клубом «Норвич Сити». В августе 2020 года был на один сезон арендован бельгийским клубом «Васланд-Беверен». 28 июля 2021 года на правах аренды на один сезон присоединился к клубу «Хаддерсфилд Таун». Дебют за «терьеров» состоялся 6 августа в матче Чемпионшипа против «Дерби Каунти» (1:1). В январе 2023 года на правах аренды до конца сезона присоединился к клубу «Уиган Атлетик».
Летом 2023 года в качестве свободного агента перешел в немецкий клуб «Санкт-Паули».

## Карьера в сборной
В основную сборную Люксембурга впервые был приглашён в конце августа 2017 года. Дебютировал за национальную команду 9 сентября 2017 года в выездном матче отборочного турнира чемпионата мира 2018 со сборной Франции, который завершился с ничейным счётом 0:0.

### Голы за сборную
| № | Дата             | Место                                       | Соперник   | Счёт | Результат | Турнир                    |
| - | ---------------- | ------------------------------------------- | ---------- | ---- | --------- | ------------------------- |
| 1 | 8 сентября 2018  | Жози Бартель, Люксембург, Люксембург        | Молдова    | 3:0  | 4:0       | Лига наций УЕФА 2018/2019 |
| 2 | 11 сентября 2018 | Олимпийский стадион, Серравалле, Сан-Марино | Сан-Марино | 3:0  | 3:0       | Лига наций УЕФА 2018/2019 |
| 3 | 15 октября 2018  | Жози Бартель, Люксембург, Люксембург        | Сан-Марино | 2:0  | 3:0       | Лига наций УЕФА 2018/2019 |
| 4 | 10 октября 2020  | Жози Бартель, Люксембург, Люксембург        | Кипр       | 1:0  | 2:0       | Лига наций УЕФА 2020/2021 |
| 5 | 10 октября 2020  | Жози Бартель, Люксембург, Люксембург        | Кипр       | 2:0  | 2:0       | Лига наций УЕФА 2020/2021 |
| 6 | 13 октября 2020  | Под Горицом, Подгорица, Черногория          | Черногория | 2:1  | 2:1       | Лига наций УЕФА 2020/2021 |

## Достижения
«Ф91 Дюделанж»
- Чемпион Люксембурга (2): 2017/18, 2018/19
- Обладатель Кубка Люксембурга: 2018/19

### Личные
- Футболист года в Люксембурге: 2019

## Семья
Старший брат Данела Дейвид (род. 1993) также футболист.